# La Malbaie
La Malbaie ist eine Stadt in der MRC Charlevoix-Est der kanadischen Provinz Québec.
Sie liegt am Nordufer des Sankt-Lorenz-Stroms 143 km nordöstlich der Provinzhauptstadt Québec.
Nach der Volkszählung 2016 hatte die Stadt 8271 Einwohner. Die Fläche beträgt 459,24 km².
La Malbaie entstand 1896 als eine municipalité de village. 1958 erhielt der Ort die Stadtrechte.
Zwischen dem 15. Februar 1995 und dem 1. Dezember 1999 trug die Stadt den Namen La Malbaie–Pointe-au-Pic, kehrte danach aber wieder zu ihrer alten Bezeichnung zurück.
Im Juni 2018 fand hier der 44. G7-Gipfel statt.

## Einzelnachweise

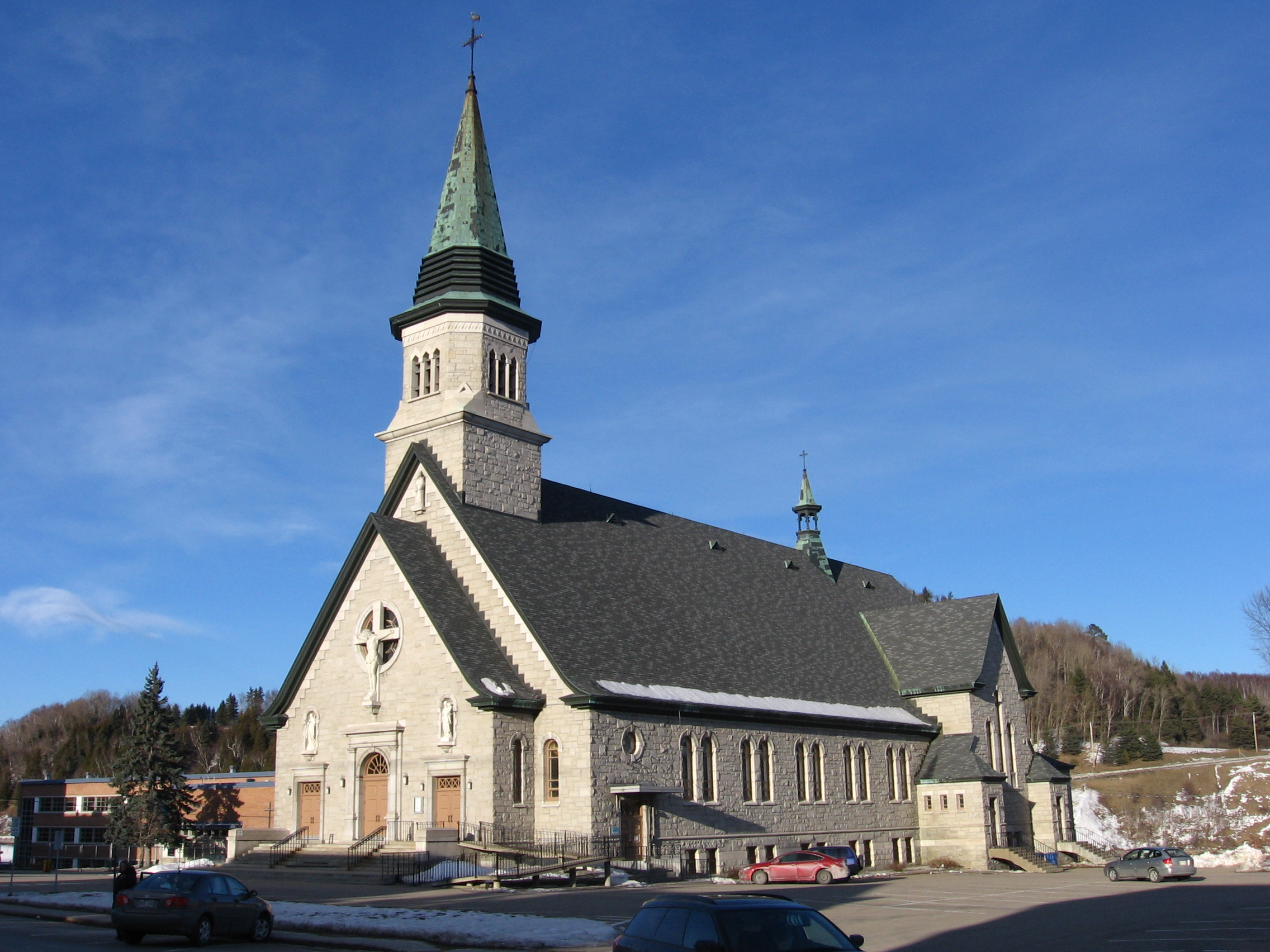
Kirche von La Malbaie